# Гаяна на літніх Олімпійських іграх 2008
Гаяну на літніх Олімпійських іграх 2008 у Пекіні представляли чотири спортсмени (два чоловіки та дві жінки) у двох видах спорту — легкій атлетиці і плаванні. Прапороносцем на церемонії відкриття Олімпіади був плавець Наєл Робертс. Гаяна уп'ятнадцяте брала участь у літніх Олімпійських іграх (у 1948—1964 роках як Британська Гвіана). Гаянські атлети не здобули жодних медалей.

## Спортсмени
| Вид спорту     | Чоловіки | Жінки | Загалом |
| -------------- | -------- | ----- | ------- |
| Легка атлетика | 1        | 2     | 3       |
| Плавання       | 1        | 0     | 1       |
| Загалом        | 2        | 2     | 4       |

## Легка атлетика
Трекові і шосейні дисципліни
| Спортсмен      | Дисципліна                   | Попередній забіг | Попередній забіг | Чвертьфінал | Чвертьфінал | Півфінал   | Півфінал   | Фінал      | Фінал      |
| Спортсмен      | Дисципліна                   | Результат        | Місце            | Результат   | Місце       | Результат  | Місце      | Результат  | Місце      |
| -------------- | ---------------------------- | ---------------- | ---------------- | ----------- | ----------- | ---------- | ---------- | ---------- | ---------- |
| Адам Гарріс    | біг на 200 метрів (чоловіки) | 21.36            | 6                | не пройшов  | не пройшов  | не пройшов | не пройшов | не пройшов | не пройшов |
| Аліанн Помпей  | біг на 400 метрів (жінки)    | 50.99            | 2 Q              | Н/Д         | Н/Д         | 50.93 NR   | 4          | не пройшла | не пройшла |
| Маріан Бернетт | біг на 800 метрів (жінки)    | 2:02.02          | 5                | Н/Д         | Н/Д         | не пройшла | не пройшла | не пройшла | не пройшла |

## Плавання
| Спортсмен    | Дисципліна                     | Попередній заплив | Попередній заплив | Півфінал   | Півфінал   | Фінал      | Фінал      |
| Спортсмен    | Дисципліна                     | Час               | Місце             | Час        | Місце      | Час        | Місце      |
| ------------ | ------------------------------ | ----------------- | ----------------- | ---------- | ---------- | ---------- | ---------- |
| Наєл Робертс | 50 м вільним стилем (чоловіки) | 25.13             | 69                | не пройшов | не пройшов | не пройшов | не пройшов |